# Notostylops
Notostylops è un genere estinto di mammiferi notoungulati, appartenente ai notioprogoni. Visse nell'Eocene inferiore (circa 54 - 48 milioni di anni fa) e i suoi resti fossili sono stati ritrovati in Sudamerica.

## Descrizione
Questo animale doveva essere della taglia di un cane, e la lunghezza poteva arrivare ai 75 centimetri. L'aspetto doveva assomigliare vagamente a quello di un grosso roditore o di una grossa lepre. 

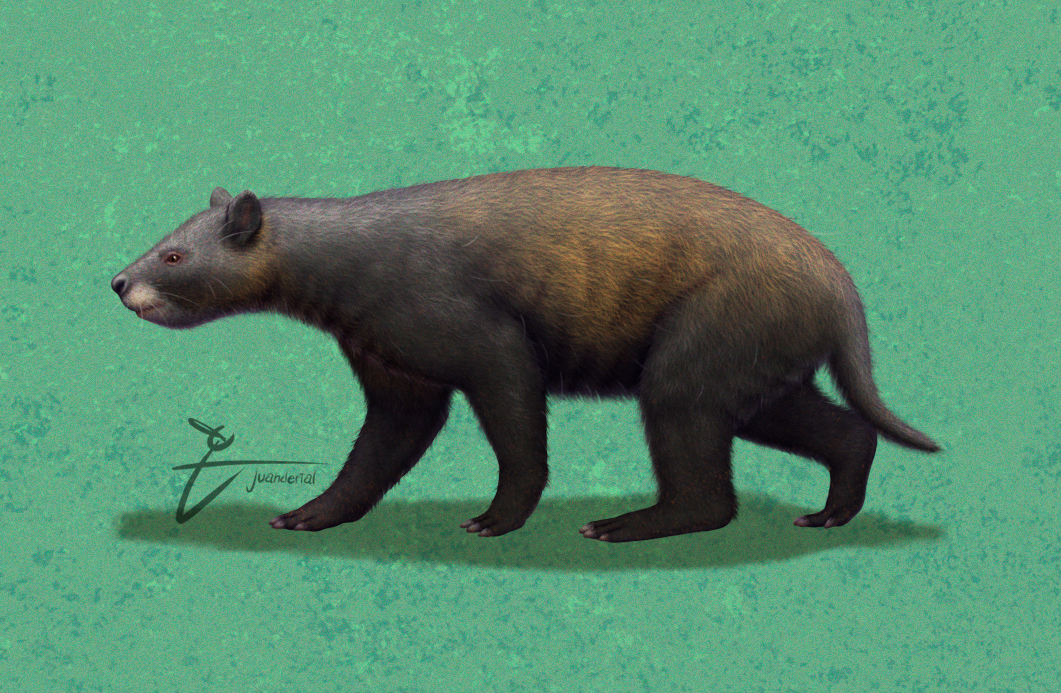
Ricostruzione di Notostylops murinus

### Cranio
Il cranio, lungo oltre 10 centimetri, era alto e dotato di incisivi robusti e lunghi; era presente un grande diastema tra i denti anteriori e quelli posteriori. La dentatura era altamente differenziata, e molari e premolari erano moderatamente brachidonti (a corona bassa). La fila di denti superiori aveva superfici interne ed esterne fortemente convergenti fra loro. In generale, i denti mostrano un alto grado di usura. I molari, inoltre, mostrano una notevole variabilità intraspecifica, come quelli di Henricosbornia. L'aspetto generale del cranio ricorda vagamente quello di notoungulati successivi, come Adinotherium. La regione posteriore, tuttavia, era più lunga (circa 7/5 della regione antorbitale). Era presente una volta cranica allungata, le orbite erano posizionate molto anteriormente e il muso era corto; il cranio, visto dall'alto, si allargava rapidamente e fortemente verso la parte posteriore. Le arcate zigomatiche erano molto robuste; la costrizione postorbitale era molto marcata, e le orbite erano molto aperte posteriormente. 
La regione occipitale era formata da alcune ossa dalla morfologia insolita, che tuttavia ricordano la struttura presente in Oldfieldthomasia e in altri notoungulati arcaici. Anche la regione timpanica assomigliava a quella di Oldfieldthomasia, con una bolla timpanica molto sviluppata, molto vicina (nella sua superficie interna) al basisfenoide. Il meato uditivo era corto e orizzontale, al contrario di quello di molti notoungulati. Gli orifizi cranici (come la cavità dell'apofisi ioidea, molto profonda) erano simili a quelli di Hegetotherium. La mandibola aveva una sinfisi saldata, che arrivava fino al secondo o terzo premolare. Il ramo montante era più alto che lungo, e il condilo era molto elevato. La superficie articolare era leggermente convessa, diretta verso l'alto. La regione angolare, larga e appiattita, era quella tipica dei mammiferi erbivori. 

### Scheletro postcranico
Lo scheletro postcranico mostra che le zampe anteriori avevano un radio non fuso all'ulna, e queste due ossa erano più corte dell'omero. Il radio era poco specializzato, con una testa ovale, un collo marcato e un tubercolo radiale. L'omero e il femore erano dotati di superfici di inserzione dei muscoli molto pronunciate. In generale, lo scheletro appendicolare di Notostylops era poco specializzato e assomigliava a quello di alcuni roditori terrestri attuali della famiglia Sciuridae, come la marmotta (Lorente et al., 2019).

## Classificazione
Il genere Notostylops venne descritto per la prima volta da Florentino Ameghino nel 1897, sulla base di resti fossili ritrovati in Argentina in terreni dell'Eocene inferiore. La specie tipo è Notostylops murinus, ma a questo genere sono state attribuite numerosissime altre specie, soprattutto sulla base di presunte differenze nella dentatura; alcune revisioni operate principalmente da George Gaylord Simpson hanno ridotto drasticamente il numero di specie, attribuendone molte alla specie tipo; le specie Catastylops deflexus, Entelostylops cestillus, Eostylops diversidens, Isostylops fretus, Notostylops appressus, N. aspectans, N. bicinctus, N. brachycephalus, N. pendens, N. pigafettai potrebbero essere considerate specie valide, tutte appartenenti a Notostylops, ma è altamente probabile che molte di queste specie siano conspecifiche. In ogni caso, i resti di Notostylops si rinvengono in numerosi siti di varie formazioni dell'Eocene inferiore dell'Argentina (Sarmiento, Casamayor, Andesitas Huancache e Koluel Kaike).

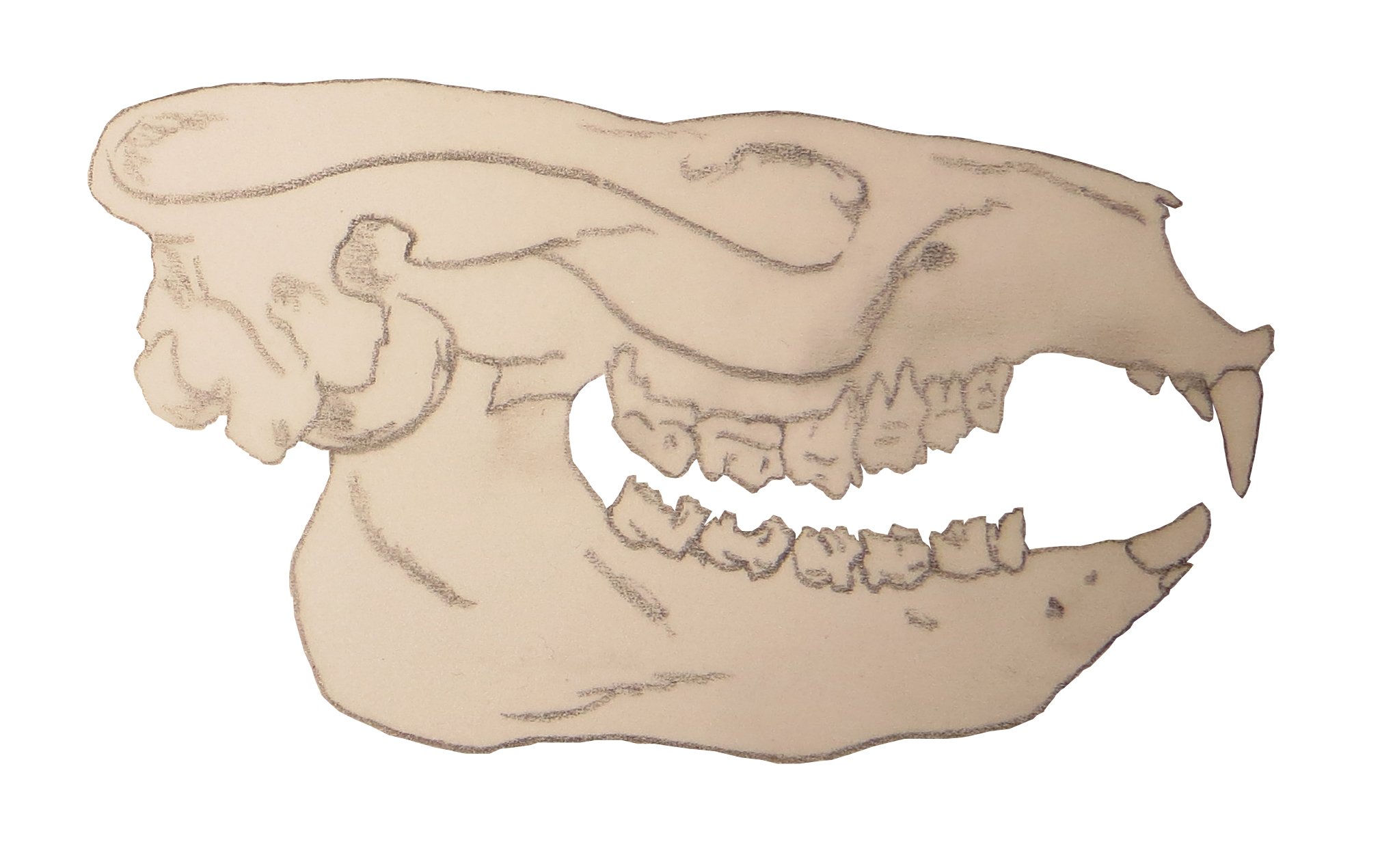
Cranio di Notostylops murinus

Notostylops è un rappresentante basale dei notoungulati, ed è privo di particolari specializzazioni dello scheletro, anche se il diastema tra incisivi e denti posteriori indica una posizione più derivata rispetto a Henricosbornia. Insieme a quest'ultimo e a vari altri notoungulati basali, Notostylops è stato incluso nei Notioprogonia, un gruppo che si supponeva avesse dato origine agli altri gruppi di notoungulati più derivati. Successive classificazioni hanno indicato i notioprogoni come un gruppo non naturale (parafiletico) e, secondo uno studio del 2011, Notostylops sarebbe il sister taxon dei piroteri, un enigmatico gruppo di grossi mammiferi sudamericani; a tutti gli effetti, secondo questo studio i piroteri sarebbero da includere tra i notoungulati. Notostylops è in ogni caso il genere eponimo della famiglia Notostylopidae, comprendente anche il poco conosciuto Otronia.

## Paleobiologia

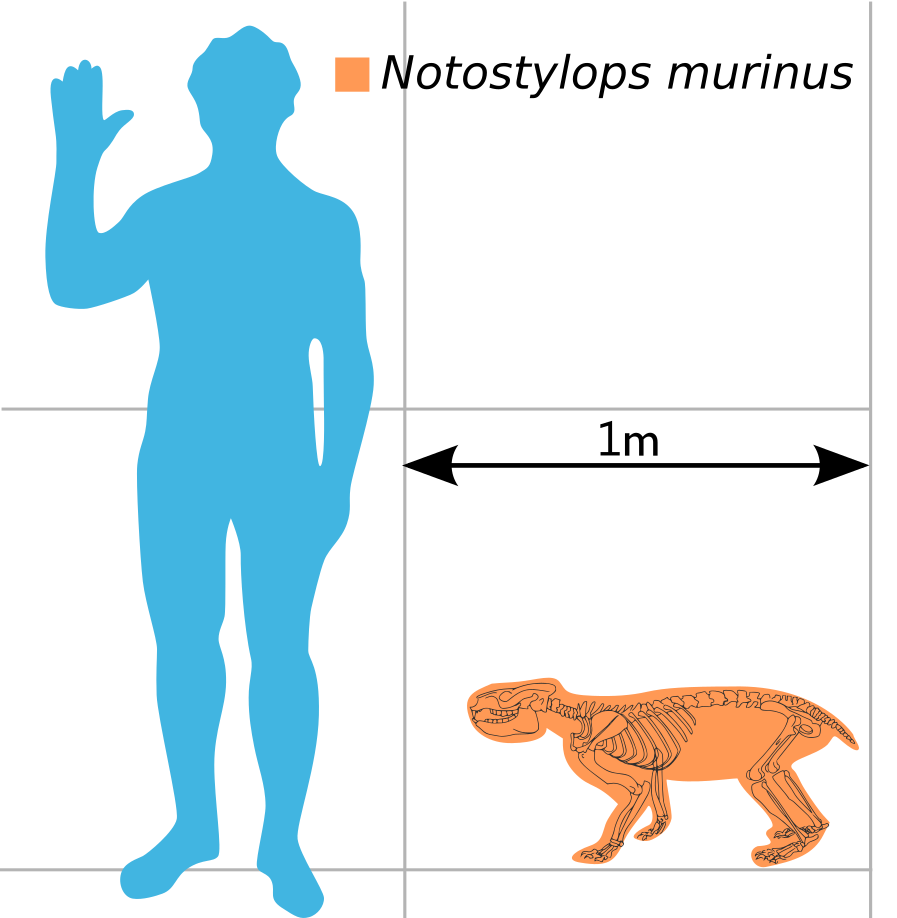
Dimensioni di Notostylops murinus

Notostylops era probabilmente un erbivoro generalista, che probabilmente si nutriva di piante basse dalle foglie tenere. I denti, tuttavia, hanno un alto grado di usura e si suppone che questo animale non particolarmente specializzato si sia estinto a causa della competizione con altri notoungulati maggiormente competitivi nella capacità di nutrirsi.
Al contrario degli scheletri appendicolari dei mammiferi saltatori o corridori (che mostrano una mobilità ristretta), lo scheletro di Notostylops indica che questo animale era in grado di fare una notevole varietà di movimenti, come molti mammiferi terrestri, fossori o arboricoli (Lorente et al., 2019).